# Loppersum
Loppersum (en groningués: Loppersom) es un pueblo neerlandés perteneciente al municipio de Eemsdelta en la provincia de Groninga.
En 2021, el pueblo tenía una población de 2570 habitantes.
Se encuentra en la línea del ferrocarril que une Groninga y Delfzijl, con dos paradas en Loppersum y Stedum.

## Historia
El municipio se creó en 1990 por la fusión de la ciudad de Loppersum y tres antiguos municipios: Stedum, Middelstum, y 't Zandt. Los núcleos de población que lo formaban, además de Loppersum, donde se encontraba el ayuntamiento, eran: Eekwerd, Eekwerderdraai, Eenum, Fraamklap, Garrelsweer, Garsthuizen, Hoeksmeer, Honderd, Huizinge, Kolhol, Leermens, Lutjerijp, Lutjewijtwerd, Merum, Middelstum, Oosterwijtwerd, Startenhuizen, Stedum, Stork, Toornwerd, Westeremden, Westerwijtwerd, Wirdum, Wirdumerdraai, 't Zandt,  Zeerijp y Zijldijk.
Fue municipio hasta el 1 de enero de 2021, cuando se fusionó con Appingedam y Delfzijl para formar el actual municipio de Eemsdelta.